# Baanwielrennen op de Paralympische Zomerspelen 2020 - Achtervolging mannen C5
De baanwielrennen Achtervolging mannen C5 tijdens de Paralympische Zomerspelen 2020 vond plaats in de Izu Velodrome, Japan. Deze klasse is voor de renners die beperkingen hebben aan de benen, armen en/of romp, maar wel in staat zijn een standaardracefiets te gebruiken.

## Opzet competitie
De competitie begint met een kwalificatieronde waarin het een onderlinge race tussen de 10 renners omvat; alle 10 renners worden verdeeld in 5 heats (dus 1 heat bestaat uit 2 renners). De twee snelste renners in de kwalificatie kwalificeren zich voor de gouden finale, terwijl de derde en vierde snelste zich kwalificeren voor de de bronzen finale, waar ze tegen elkaar zullen racen. De afstand van dit evenement bedraagt 4 km. Zowel de finales als de kwalificatieronde worden op één dag verreden.

## Uitslag

### Kwalificatie
| #  | Heat | Renner | Renner                  | tijd     | tijd   |
| -- | ---- | ------ | ----------------------- | -------- | ------ |
| 1  | 4    | FRA    | Dorian Foulon           | 4:18.274 | GF, WR |
| 2  | 5    | AUS    | Alistair Donohoe        | 4:20.813 | GF     |
| 3  | 5    | UKR    | Yehor Dementiev         | 4:21.036 | GF     |
| 4  | 2    | FRA    | Kévin Le Cunff          | 4:22.257 | GF     |
| 5  | 3    | NED    | Daniel Abraham          | 4:23.096 |        |
| 6  | 4    | BRA    | Lauro Chaman            | 4:25.694 |        |
| 7  | 2    | HUN    | Zsombor Wermeser        | 4:35.606 |        |
| 8  | 1    | COL    | Edwin Fabian Matiz Ruiz | 4:39.113 |        |
| 9  | 3    | USA    | Christopher Murphy      | 4:55.467 |        |
| 10 | 1    | IRI    | Mahdi Mohammadi         | 5:09.154 |        |

### Gouden finale
| #      | Renner | Renner           | tijd     |
| ------ | ------ | ---------------- | -------- |
| Goud   | FRA    | Dorian Foulon    | 4:20.757 |
| Zilver | AUS    | Alistair Donohoe | 4:24.095 |

### Bronzen finale
| #     | Renner | Renner          | tijd     |
| ----- | ------ | --------------- | -------- |
| Brons | UKR    | Yehor Dementiev | 4:22.746 |
| 4     | FRA    | Kévin Le Cunff  | 4:27.997 |